# Thennes
Thennes település Franciaországban, Somme megyében. Lakosainak száma 562 fő (2022. január 1.). Thennes Domart-sur-la-Luce, Moreuil, Berteaucourt-lès-Thennes, Hailles, Thézy-Glimont és Villers-aux-Érables községekkel határos.

## Népesség
A település népessége az elmúlt években az alábbi módon változott:
| Lakosok száma | 470  | 506  | 541  | 563  | 568  | 580  | 582  | 572  | 562  |
|               | 2013 | 2015 | 2016 | 2017 | 2018 | 2019 | 2020 | 2021 | 2022 |